# Sophia Wilson
Sophia Olivia Wilson (apellido de soltera: Smith) (Windsor, Colorado, Estados Unidos; 10 de agosto de 2000) es una futbolista estadounidense que juega como delantera para el Portland Thorns FC de la National Women's Soccer League (NWSL) de Estados Unidos. Es internacional con la selección de Estados Unidos.

## Biografía
Wilson asistió a la escuela secundaria Fossil Ridge en Fort Collins, Colorado donde jugó para su equipo de fútbol y también de baloncesto. Comenzó a jugar fútbol universitario en la Universidad Stanford a partir de 2018, anotando 7 goles esa temporada y 17 la temporada siguiente. En la Copa Universitaria de la División 1 de 2019, anotó un triplete con el que su equipo derrotó al UCLA Bruins en la semifinal, para más tarde llevarse el título nacional tras ganar la final en la tanda de penaltis.

## Trayectoria

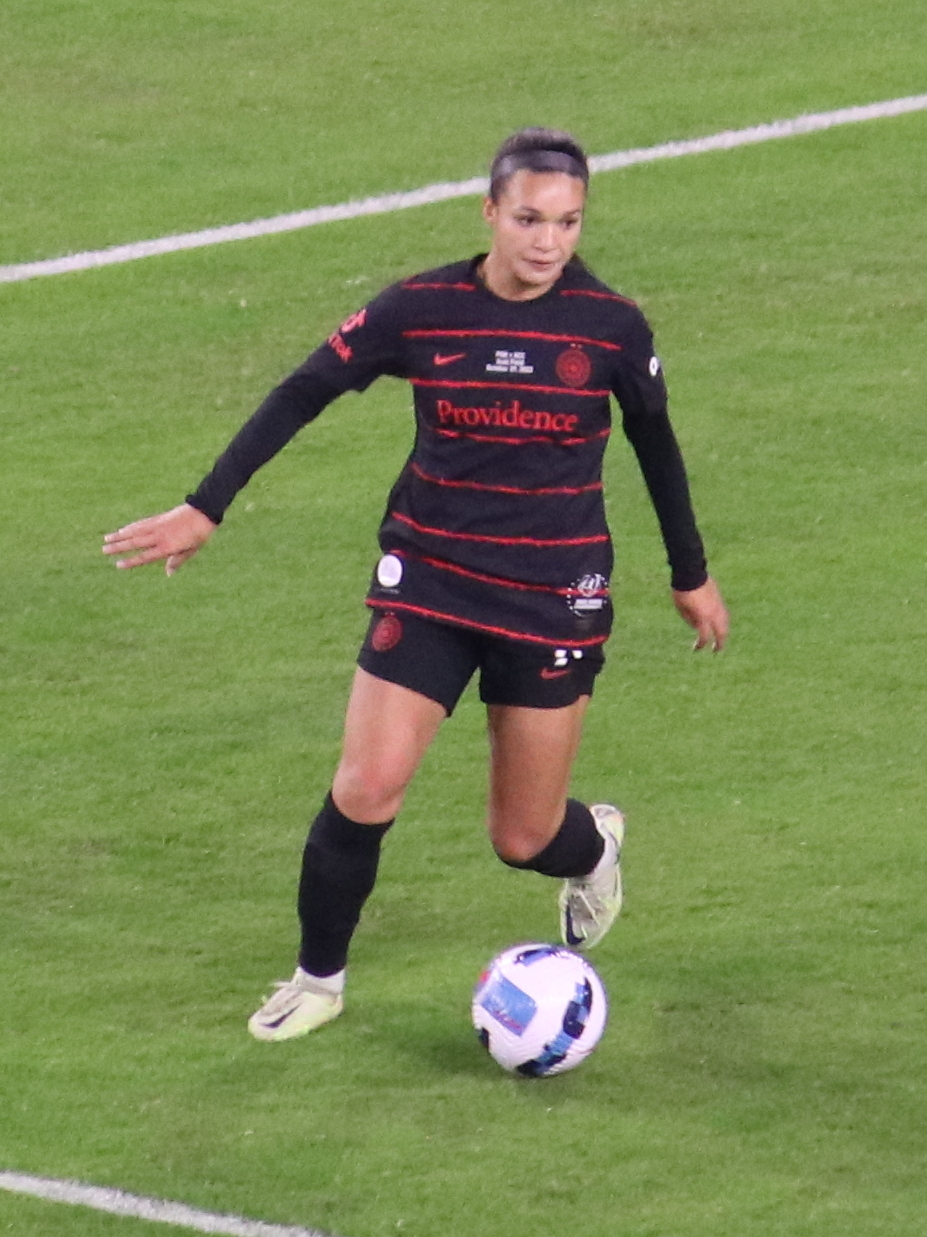
Wilson en la final de la NWSL 2022.

En 2020, Wilson fue elegida por el Portland Thorns en el primer turno del draft universitario de la NWSL. En 2022 fue reconocida como Jugadora Más Valiosa de la liga. Los Thorns ganarían la NWSL 2022 con Wilson abriendo el marcador en el partido decisivo y siendo nombrada Mejor Jugadora de la Final. El 1 de abril de 2023, anotó su primer hat-trick en la victoria por 4-1 contra Kansas City Current.

## Selección nacional
Wilson formó parte de la sub-17 de Estados Unidos en la Copa Mundial Sub-17 de 2016. A principios de ese año, anotó 9 goles en 6 partidos, lo que se cree es un récord en las categorías menores del seleccionado estadounidense.
Tras ser parte del equipo que terminó subcampeón en el Campeonato Sub-20 de la CONCACAF 2018, Smith volvió a ser incluida en la plantilla sub-20 con motivo de la Copa Mundial Sub-20 de 2018.
La delantera recibió su primera convocatoria a la selección absoluta de Estados Unidos en marzo de 2017. Sin embargo su debut como internacional absoluta llegaría en noviembre de 2020 en un duelo contra los Países Bajos.

## Estadísticas

### Clubes
| Club            | País           | Año             |
| --------------- | -------------- | --------------- |
| Portland Thorns | Estados Unidos | 2020 - presente |

## Palmarés

### Títulos nacionales
| Título                         | Club            | País           | Año  |
| ------------------------------ | --------------- | -------------- | ---- |
| NWSL Challenge Cup             | Portland Thorns | Estados Unidos | 2021 |
| National Women's Soccer League | Portland Thorns | Estados Unidos | 2022 |

### Títulos internacionales
| Título                           | Equipo         | País                 | Año  |
| -------------------------------- | -------------- | -------------------- | ---- |
| Campeonato Sub-20 de la Concacaf | Estados Unidos | República Dominicana | 2020 |
| Campeonato de la Concacaf        | Estados Unidos | México               | 2022 |
| Copa Oro Femenina de la Concacaf | Estados Unidos | Estados Unidos       | 2024 |
| Juegos Olímpicos                 | Estados Unidos | Paris                | 2024 |

(*) Incluyendo la Selección

### Distinciones individuales
| Distinción                           | Año  |
| ------------------------------------ | ---- |
| Jugadora Más Valiosa de la NWSL      | 2022 |
| Mejor Once de la NWSL                | 2022 |
| Futbolista del Año en Estados Unidos | 2022 |
| Mejor Once de la Concacaf (IFFHS)    | 2022 |